# Mandevilla scaberula
Mandevilla scaberula är en oleanderväxtart som beskrevs av Nicholas Edward Brown. Mandevilla scaberula ingår i släktet Mandevilla och familjen oleanderväxter. Inga underarter finns listade i Catalogue of Life.